# Alianční znak

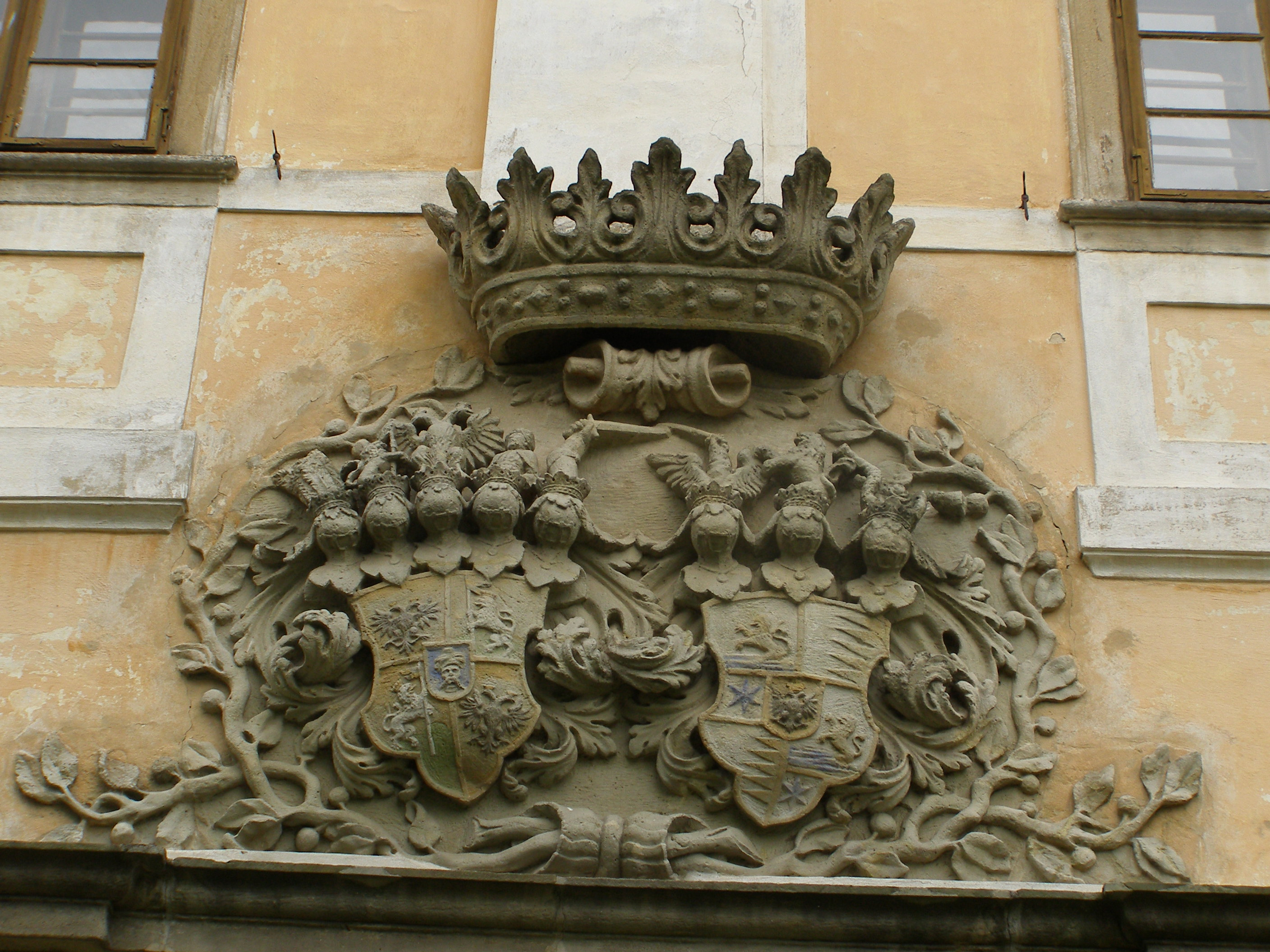
Alianční znak Sporcků a Swéertsů (Lysá nad Labem). Pojato jako dva štíty, které sdílejí hodnostní korunu, nicméně oba štíty mají oddělený počet přileb

Znak Marie z Tecku je vlastně spojený znak britského krále (manžela Jiřího V.) a Mariina osobního znaku, štítonoši pochází z obou znaků (vpravo britský lev, vlevo württenberský jelen)

Alianční znak je označení pro zobrazení dvou znaků (erbů), které vyjadřuje alianci původních nositelů samostatných znaků. 
Zobrazení může být buď na jednom štítu (spojený znak), nebo jako dva štíty, u kterých je naznačeno, že k sobě patří. Důležitější z dvojice je vlevo (heraldicky vpravo), v případě manželských znaků, což je typický příklad aliančních znaků, bývá zpravidla manželův heraldicky vpravo. Alianční znak může využívat také sama manželka a pozdější vdova, v takových případech se zpravidla jedná o spojené znaky na jednom štítu. 
Alianční znaky však nemusí být pouze manželské, mohou vznikat ze znaků osobního pána a teritoria, kterému vládne, dále to mohou být znaky personálních unií a například i městské znaky mohou být alianční, vyjadřující spojení dvou znaků dříve samostatných měst (např. Essen).

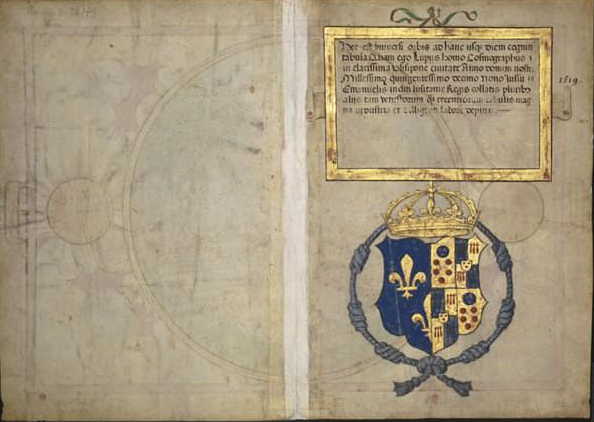
Titulní list Atlasu Miller, kde je zobrazen znak francouzské královny Marie Medicejské

Spojení znaků na jednom štítu se může stát polcením štítu, kdy na každou polovinu (heraldicky vpravo důležitější) je umístěn celý obraz původního štítu. Jsou však doložené příklady půlení původního znaku (např. znak francouzské královny, kde z manželových bourbonských tří zlatých lilií je vidět pouze 1,5 lilie). Méně častým způsobem je čtvrcení štítu, kde se obraz každého ze dvou štítů na spojeném štítu objeví dvakrát (pak bývá v prvním a čtvrtém poli důležitější).